# Sofocracia
Sofocracia (do grego sophós: sábio; e krátos: poder), ou governo dos sábios, é a proposta filosófica de sistema político apresentada por Platão em A República (obra escrita por volta de 375 a.C.). Neste sistema, governaria quem contemplasse a ideia de Bem, o filósofo.
Apesar de haverem interpretações divergentes, considera-se que sofocracia tenha sido o regime ideal sob a óptica de Platão. Nesse sentido, a tese central de que os mais sábios devem governar é consistentemente apresentada em outras obras suas (Górgias, O político e Leis).

## Ideia principal
A sofocracia como regime político, tal qual apresentado por Platão em A República, prevê uma sociedade dividida em três classes funcionais: uma delas é a "classe de ouro", a classe composta por filósofos, detentores do saber, os ideais para governar (473b–e e 520e–521b). As demais classes seriam a dos guerreiros e a dos trabalhadores (artesãos, comerciantes, agricultores etc.) (527c2).
Para Platão, a sofocracia seria mais eficaz que a democracia em produzir bons resultados, pois o julgamento popular quase sempre se deixaria levar pelas aparências (602c–603b). Os filósofos, por sua vez, conheceriam o que é bom para a cidade, pois dominam a ciência que preside a ação de buscar a justiça, entendida como harmonia entre os diferentes (443e-444a); e, ademais, não gostariam de governar – fazendo isso somente por senso de justiça e pelo benefício dos governados, sem buscar recompensas (341c-343a, 519c, 540a).
Trocando de lugar as camadas da pirâmide social proposta por Platão, teríamos, por um lado, um governo dos guerreiros. Este, ao contrário do que poderia parecer, falharia em ser uma aristocracia ("governo dos melhores") e na verdade seria uma oligarquia timocrática ("governo de poucos honrosos"), sujeita à corrupção, já que nada impediria os governantes de tomar riquezas como uma medalha de honra que satisfizesse seus apetites.
Por outro lado, a mesma crítica se dirige ao governo dos trabalhadores, já que nela todos os desejos são igualmente válidos, especialmente na falta de um critério do que é o melhor para a cidade, levando a cidade, segundo Platão, o caos inevitável de uma disputa entre pobres e ricos. Em vez de uma democracia de qualidade, o governo perverter-se-ia em uma oclocracia (uma "ditadura da multidão").

## A analogia das profissões
O argumento mais célebre a favor da posição sofocrática de Platão ficou conhecido como a analogia das profissões (A república, 488a-489e), uma comparação implícita entre o navio e a cidade, que conclui sobre o governo da cidade aquilo que caracteriza o comando de um navio:
Sócrates – (...) imagina que algo semelhante a isto se passa a bordo de um ou de vários navios. O comandante, em compleição e força física, sobrepuja toda a tripulação, mas é um pouco surdo, um pouco míope e possui, em termos de navegação, conhecimentos tão curtos como a sua vista. Os marinheiros disputam o leme entre si; cada um julga que tem direito a ele, apesar de não conhecer a arte e nem poder dizer com que mestre nem quando a aprendeu. Além disso, não a consideram uma arte passível de ser aprendida e, se alguém ousa dizer o contrário, estão prontos a fazê-lo em pedaços. Atormentam o comandante com os seus pedidos e se valem de todos os meios para que ele lhes confie o leme; e se, porventura, não conseguem convencê-lo e outros o conseguem, matam estes ou os lançam ao mar. Em seguida, apoderam-se do comandante, quer adormecendo-o com mandrágora, quer embriagando-o, quer de qualquer outra forma; senhores do navio, apropriam-se então de tudo a que nele existe e, bebendo e festejando, navegam como podem navegar tais indivíduos; além disso, louvam e chamam de bom marinheiro, de ótimo piloto, de mestre na arte náutica, aquele que os ajuda a assumir o comando, usando de persuasão ou de violência em relação ao comandante, e reputam inútil quem quer que não os ajude. Por outro lado, no que concerne ao verdadeiro piloto, nem sequer suspeitam de que deve estudar o tempo, as estações do ano, o céu, os astros, os ventos, se quiser de fato tornar-se capaz de dirigir um navio. Quanto à maneira de comandar, com ou sem a aquiescência desta ou daquela facção da tripulação, não pensam que seja possível aprender isso, pelo estudo ou pela prática, e, ao mesmo tempo, a arte da pilotagem. Não acreditas que nos navios onde acontecem semelhantes cenas o verdadeiro piloto será tratado pelos marinheiros de indivíduo inútil, interessado apenas em observar as estrelas?
Adimanto — Sim.

Sócrates — Tu não necessitas, penso eu, ver esta comparação explicada para reconheceres a imagem do tratamento que é dispensado aos verdadeiros filósofos nas cidades: espero que compreendas a minha idéia.
A formalização deste argumento por analogia pode ser apresentada da seguinte forma:
Premissa1: Um barco só é bem guiado se tem um comandante com os devidos conhecimentos para tal.
Premissa2 (por analogia): Governar uma comunidade é como guiar um barco.
ConclusãoIntermediária: Logo, um Estado só é bem guiado se tem um governante com os devidos conhecimentos.
Premissa3: A massa não tem os devidos conhecimentos de governo (é inculta e impulsiva).
Premissa4: Os filósofos é que têm os devidos conhecimentos de governo (são racionais e cultivados em muitos assuntos).
ConclusãoFinal: Logo, um estado só é bem guiado se tem um governante filósofo.

## Contexto histórico
O desapontamento de Platão com a democracia surge após as tentativas frustradas de convencer os tiranos Dionísio I e Dionísio II de Siracusa a respeito de suas teorias, bem como após as convulsões sociais decorrentes da derrota de Atenas na guerra contra Esparta. Outra hipótese seria o fato de Sócrates, seu estimado mestre, ter sido "democraticamente" condenado (280 a 220 votos) à pena de morte em 399 a.C..
A amargura de Platão com as tentativas democráticas frustradas transparece em sua última obra, Leis.

## Influência
Apesar de antigo, o argumento platônico a favor da sofocracia – ou do que seria uma epistocracia ("governo daquele que conhece") – exerceu influência muito posteriormente e até os dias de hoje.
No Brasil, por exemplo, a defesa que se fez da proibição do voto aos analfabetos tinha fundo platônico: Ruy Barbosa dizia que escravos, mendigos e analfabetos não deveriam votar porque careciam de "ilustração" e não sabiam identificar o bem comum.
Também no Brasil, em 2016, apresentou-se uma proposta de alteração da Constituição que exigiria um diploma de curso superior àqueles que buscassem cargo eletivo. Segundo o autor da proposta, os aspirantes a cargos eletivos “devem ter (...) uma visão mais profunda da realidade brasileira, o que a disponibilidade de conhecimentos integrados por uma visão acadêmica pode propiciar”.

Filósofos contemporâneos parecem adotar uma visão inspirada no platonismo antidemocrático: Jason Brennan, por exemplo, compara a ignorância juvenil com a ignorância adulta. Sua conclusão é que, assim como não damos o direito ao voto a uma criança porque sua ignorância colocaria os adultos em risco, também deveríamos proibir os adultos "ignorantes" de votar para nos protegermos deles.